# FA Cup 2016-2017
La FA Cup 2016-2017 è la 136ª edizione della FA Cup, la più importante coppa nel calcio inglese e la competizione ad eliminazione diretta più antica del mondo. È sponsorizzata da Emirates.
La finale si è svolta allo Stadio di Wembley.

## Calendario
| Turno                           | Data                | Partite | Squadre   | Squadre entrate | Campionati entranti                           |
| ------------------------------- | ------------------- | ------- | --------- | --------------- | --------------------------------------------- |
| Turno extra preliminare         | 6 agosto 2016       | 184     | 736 → 552 | 368             |                                               |
| Turno preliminare               | 20 agosto 2016      | 160     | 552 → 392 | 136             | •N&S&I Divisions One                          |
| Primo turno di qualificazione   | 3 settembre 2016    | 116     | 392 → 276 | 72              | •N&S&I Premier Division                       |
| Secondo turno di qualificazione | 17 settembre 2016   | 80      | 276 → 196 | 44              | •National North & South                       |
| Terzo turno di qualificazione   | 1º ottobre 2016     | 40      | 196 → 156 |                 |                                               |
| Quarto turno di qualificazione  | 15 ottobre 2016     | 32      | 156 → 124 | 24              | •National League                              |
| Primo turno                     | 5 novembre 2016     | 40      | 124 → 84  | 48              | •Football League 1 •Football League 2         |
| Secondo turno                   | 3 dicembre 2016     | 20      | 84 → 64   |                 |                                               |
| Terzo turno                     | 7 gennaio 2017      | 32      | 64 → 32   | 44              | •Premier League •Football League Championship |
| Quarto turno                    | 28 gennaio 2017     | 16      | 32 → 16   |                 |                                               |
| Quinto turno                    | 18 febbraio 2017    | 8       | 16 → 8    |                 |                                               |
| Quarti di finale                | 11 marzo 2017       | 4       | 8 → 4     |                 |                                               |
| Semifinali                      | 22 e 23 aprile 2017 | 2       | 4 → 2     |                 |                                               |
| Finale                          | 27 maggio 2017      | 1       | 2 → 1     |                 |                                               |

## Fase finale

### Primo turno
| Squadra 1        | Risultato | Squadra 2          |
| ---------------- | --------- | ------------------ |
| 4 novembre 2016  |           |                    |
| Millwall         | 1 - 0     | Southend Utd       |
| Eastleigh        | 1 - 1     | Swindon Town       |
| 5 novembre 2016  |           |                    |
| Crawley Town     | 1 - 1     | Bristol Rovers     |
| Port Vale        | 2 - 0     | Stevenage          |
| Lincoln City     | 2 - 1     | Altrincham         |
| Yeovil Town      | 2 - 2     | Solihull Moors     |
| Shrewsbury Town  | 3 - 0     | Barnet             |
| Dartford         | 3 - 6     | Sutton Utd         |
| Walsall          | 0 - 1     | Macclesfield Town  |
| Cambridge Utd    | 1 - 1     | Dover Athletic     |
| Charlton         | 3 - 1     | Scunthorpe Utd     |
| Mansfield Town   | 1 - 2     | Plymouth           |
| Braintree Town   | 7 - 0     | Eastbourne Borough |
| Whitehawk        | 1 - 1     | Stourbridge        |
| Portsmouth       | 1 - 2     | Wycombe            |
| Gillingham       | 2 - 2     | Brackley Town      |
| Merstham         | 0 - 5     | Oxford Utd         |
| Bury             | 2 - 2     | AFC Wimbledon      |
| Westfields       | 1 - 1     | Curzon Ashton      |
| Colchester Utd   | 1 - 2     | Chesterfield       |
| Bolton           | 1 - 0     | Grimsby Town       |
| Stockport County | 2 - 4     | Woking             |
| Dag & Red        | 0 - 0     | Halifax Town       |
| Northampton Town | 6 - 0     | Harrow Borough     |
| Oldham Athletic  | 2 - 1     | Doncaster          |
| Bradford City    | 1 - 2     | Accrington Stanley |
| Peterborough Utd | 2 - 1     | Chesham Utd        |
| Exeter City      | 1 - 3     | Luton Town         |
| MK Dons          | 3 - 2     | Spennymoor Town    |
| Cheltenham Town  | 1 - 1     | Crewe Alexandra    |
| 6 novembre 2016  |           |                    |
| Boreham Wood     | 2 - 2     | Notts County       |
| Blackpool        | 2 - 0     | Kidderminster      |
| Morecambe        | 1 - 1     | Coventry City      |
| Hartlepool Utd   | 3 - 0     | Stamford           |
| St Albans City   | 3 - 5     | Carlisle Utd       |
| Sheffield Utd    | 6 - 0     | Leyton Orient      |
| Maidstone Utd    | 1 - 1     | Rochdale           |
| Alfreton Town    | 1 - 1     | Newport County     |
| Taunton Town     | 2 - 2     | Barrow             |
| 7 novembre 2016  |           |                    |
| Southport        | 0 - 0     | Fleetwood Town     |

#### Replay
| Squadra 1       | Risultato         | Squadra 2       |
| --------------- | ----------------- | --------------- |
| 14 novembre     |                   |                 |
| Curzon Ashton   | 3 - 1             | Westfields      |
| Stourbridge     | 3 - 0             | Whitehawk       |
| 15 novembre     |                   |                 |
| Solihull Moors  | 1 - 1 (4 - 2 dtr) | Yeovil Town     |
| Bristol Rovers  | 4 - 2 (dts)       | Crawley Town    |
| Halifax Town    | 2 - 1             | Dag & Red       |
| Fleetwood Town  | 4 - 1 (dts)       | Southport       |
| AFC Wimbledon   | 5 - 0             | Bury            |
| Swindon Town    | 1 - 3             | Eastleigh       |
| Rochdale        | 2 - 0             | Maidstone Utd   |
| Coventry City   | 2 - 1             | Morecambe       |
| Notts County    | 2 - 0             | Boreham Wood    |
| Newport County  | 4 - 1 (dts)       | Alfreton Town   |
| Barrow          | 2 - 1             | Taunton Town    |
| Crewe Alexandra | 1 - 4             | Cheltenham Town |
| 16 novembre     |                   |                 |
| Brackley Town   | 4 - 3 (dts)       | Gillingham      |
| 17 novembre     |                   |                 |
| Dover Athletic  | 2 - 4 (dts)       | Cambridge Utd   |

### Secondo turno
| Squadra 1         | Risultato | Squadra 2          |
| ----------------- | --------- | ------------------ |
| 2 dicembre        |           |                    |
| Macclesfield Town | 0 - 0     | Oxford Utd         |
| 3 dicembre        |           |                    |
| Sutton Utd        | 2 - 1     | Cheltenham Town    |
| Shrewsbury Town   | 0 - 0     | Fleetwood Town     |
| Chesterfield      | 0 - 5     | Wycombe            |
| Blackpool         | 1 - 0     | Brackley Town      |
| Carlisle Utd      | 0 - 2     | Rochdale           |
| Charlton          | 0 - 0     | MK Dons            |
| Luton Town        | 6 - 2     | Solihull Moors     |
| Plymouth          | 0 - 0     | Newport County     |
| 4 dicembre        |           |                    |
| Curzon Ashton     | 3 - 4     | AFC Wimbledon      |
| Notts County      | 2 - 2     | Peterborough Utd   |
| Bristol Rovers    | 1 - 2     | Barrow             |
| Bolton            | 3 - 2     | Sheffield Utd      |
| Millwall          | 5 - 2     | Braintree Town     |
| Woking            | 0 - 3     | Accrington Stanley |
| Cambridge Utd     | 4 - 0     | Coventry City      |
| Eastleigh         | 3 - 3     | Halifax Town       |
| Port Vale         | 4 - 0     | Hartlepool Utd     |
| 5 dicembre        |           |                    |
| Lincoln City      | 3 - 2     | Oldham Athletic    |
| 13 dicembre       |           |                    |
| Stourbridge       | 1 - 0     | Northampton Town   |

#### Replay
| Squadra 1        | Risultato   | Squadra 2         |
| ---------------- | ----------- | ----------------- |
| 13 dicembre      |             |                   |
| Oxford Utd       | 3 - 0       | Macclesfield Town |
| Fleetwood Town   | 3 - 2       | Shrewsbury Town   |
| MK Dons          | 3 - 1 (dts) | Charlton          |
| Halifax Town     | 0 - 2       | Eastleigh         |
| 20 dicembre      |             |                   |
| Peterborough Utd | 2 - 0       | Notts County      |
| 21 dicembre      |             |                   |
| Newport County   | 0 - 1 (dts) | Plymouth          |

### Terzo turno
| Squadra 1          | Risultato | Squadra 2         |
| ------------------ | --------- | ----------------- |
| 6 gennaio 2017     |           |                   |
| West Ham Utd       | 0 - 5     | Manchester City   |
| 7 gennaio 2017     |           |                   |
| Wigan              | 2 - 0     | Nottingham Forest |
| Wycombe            | 2 - 1     | Stourbridge       |
| Barrow             | 0 - 2     | Rochdale          |
| Bristol City       | 0 - 0     | Fleetwood Town    |
| Rotherham Utd      | 2 - 3     | Oxford Utd        |
| Huddersfield Town  | 4 - 0     | Port Vale         |
| Manchester Utd     | 4 - 0     | Reading           |
| Sutton Utd         | 0 - 0     | AFC Wimbledon     |
| Brentford          | 5 - 1     | Eastleigh         |
| Ipswich Town       | 2 - 2     | Lincoln City      |
| QPR                | 1 - 2     | Blackburn         |
| Norwich City       | 2 - 2     | Southampton       |
| Bolton             | 0 - 0     | Crystal Palace    |
| Sunderland         | 0 - 0     | Burnley           |
| Brighton           | 2 - 0     | MK Dons           |
| Accrington Stanley | 2 - 1     | Luton Town        |
| Blackpool          | 0 - 0     | Barnsley          |
| Millwall           | 3 - 0     | Bournemouth       |
| Stoke City         | 0 - 2     | Wolverhampton     |
| West Bromwich      | 1 - 2     | Derby County      |
| Watford            | 2 - 0     | Burton Albion     |
| Birmingham City    | 1 - 1     | Newcastle Utd     |
| Hull City          | 2 - 0     | Swansea City      |
| Everton            | 1 - 2     | Leicester City    |
| Preston N.E.       | 1 - 2     | Arsenal           |
| 8 gennaio 2017     |           |                   |
| Cardiff City       | 1 - 2     | Fulham            |
| Liverpool          | 0 - 0     | Plymouth          |
| Chelsea            | 4 - 1     | Peterborough Utd  |
| Middlesbrough      | 3 - 0     | Sheffield Weds    |
| Tottenham          | 2 - 0     | Aston Villa       |
| 9 gennaio 2017     |           |                   |
| Cambridge Utd      | 1 - 2     | Leeds Utd         |

#### Replay
| Squadra 1       | Risultato   | Squadra 2       |
| --------------- | ----------- | --------------- |
| 17 gennaio 2017 |             |                 |
| Fleetwood Town  | 0 - 1       | Bristol City    |
| Barnsley        | 1 - 2 (dts) | Blackpool       |
| AFC Wimbledon   | 1 - 3       | Sutton Utd      |
| Lincoln City    | 1 - 0       | Ipswich Town    |
| Burnley         | 2 - 0       | Sunderland      |
| Crystal Palace  | 2 - 1       | Bolton          |
| 18 gennaio 2017 |             |                 |
| Southampton     | 1 - 0       | Norwich City    |
| Newcastle Utd   | 3 - 1       | Birmingham City |
| Plymouth        | 0 - 1       | Liverpool       |

### Quarto turno
| Squadra 1      | Risultato | Squadra 2          |
| -------------- | --------- | ------------------ |
| 27 gennaio     |           |                    |
| Derby County   | 2 - 2     | Leicester City     |
| 28 gennaio     |           |                    |
| Liverpool      | 1 - 2     | Wolverhampton      |
| Tottenham      | 4 - 3     | Wycombe            |
| Oxford Utd     | 3 - 0     | Newcastle Utd      |
| Lincoln City   | 3 - 1     | Brighton           |
| Chelsea        | 4 - 0     | Brentford          |
| Rochdale       | 0 - 4     | Huddersfield Town  |
| Burnley        | 2 - 0     | Bristol City       |
| Blackburn      | 2 - 0     | Blackpool          |
| Middlesbrough  | 1 - 0     | Accrington Stanley |
| Crystal Palace | 0 - 3     | Manchester City    |
| Southampton    | 0 - 5     | Arsenal            |
| 29 gennaio     |           |                    |
| Millwall       | 1 - 0     | Watford            |
| Sutton Utd     | 1 - 0     | Leeds Utd          |
| Fulham         | 4 - 1     | Hull City          |
| Manchester Utd | 4 - 0     | Wigan              |

#### Replay
| Squadra 1       | Risultato   | Squadra 2    |
| --------------- | ----------- | ------------ |
| 8 febbraio 2017 |             |              |
| Leicester City  | 3 - 1 (dts) | Derby County |

### Quinto turno
| Arbitro: | Graham Scott |

|  |           |             |
|  | Marcatori | Raggett 89’ |

| Arbitro: | Andre Marriner |

|                                              |           |                          |
| Leadbitter 26’ (rig.) Gestede 34’ Stuani 86’ | Marcatori | 64’ Maguire 65’ Martínez |

| Huddersfield 18 febbraio 2017, ore 15:00 GMT | Huddersfield Town | 0 – 0 referto | Manchester City | Kirklees Stadium (24,129 spett.)\| Arbitro: \| Anthony Taylor \| |
| Arbitro:                                     | Anthony Taylor    |               |                 |                                                                  |

| Arbitro: | Craig Pawson |

|              |           |  |
| Cummings 90’ | Marcatori |  |

| Arbitro: | Jonathan Moss |

|  |           |                     |
|  | Marcatori | 65’ Pedro 89’ Costa |

| Arbitro: | Robert Madley |

|  |           |                    |
|  | Marcatori | 16’, 51’, 73’ Kane |

| Arbitro: | Martin Atkinson |

|            |           |                              |
| Graham 17’ | Marcatori | 27’ Rashford 75’ Ibrahimović |

| Arbitro: | Michael Oliver |

|  |           |                       |
|  | Marcatori | 26’ Pérez 55’ Walcott |

#### Replay
| Arbitro: | Paul Tierney |

|                                                              |           |         |
| Sané 30’ Agüero 35’ (rig.), 73’ Zabaleta 38’ Iheanacho 90+1’ | Marcatori | 7’ Bunn |

### Quarti di finale
| Arbitro: | Mike Dean |

|  |           |                     |
|  | Marcatori | Silva 3’ Agüero 67’ |

| Arbitro: | Anthony Taylor |

|                                                                      |           |  |
| Walcott 45+1’ Giroud 53’ Waterfall 58’ (aut.) Sánchez 72’ Ramsey 75’ | Marcatori |  |

| Arbitro: | Martin Atkinson |

|                                                      |           |  |
| Eriksen 31’ Son 41’, 54’, 90+2’ Alli 72’ Janssen 79’ | Marcatori |  |

| Arbitro: | Michael Oliver |

|           |           |  |
| Kanté 51’ | Marcatori |  |

### Semifinali
| Arbitro: | Martin Atkinson |

|                                             |           |                   |
| Willian 5’, 43’ (rig.) Hazard 75’ Matić 80’ | Marcatori | 18’ Kane 52’ Alli |

| Arbitro: | Craig Pawson |

|                          |           |            |
| Monreal 71’ Sánchez 101’ | Marcatori | 62’ Agüero |

### Finale
| Arbitro: | Anthony Taylor |

|           |           |                       |
| Costa 76’ | Marcatori | 4’ Sánchez 79’ Ramsey |